# Авантейжа
„Авантейжа“ (на английски: Avantasia) е симфоничен метъл проект на Тобиас Замет, вокалист на пауър метъл групата Edguy („Едгай“).
Името на проекта е комбинация от думите Avalon (авалон) и fantasia (фантазия), и описва свят отвъд човешкото въображение. Проектът има издадени едноименно EP, два албума под името The Metal Opera, две EP-та наречени Lost in Space и албумът The Scarecrow. На 3 април 2010 излизат едновременно двата албума The Wicked Symphony и Angel Of Babylon. Последният албум влиза на второ място в чартовете на Германия.
През 2013 г. излиза седмият албум The Mystery of Time на групата, който достига второ място в класацията за най-продавани албуми на Германия.
През 2016 г. на бял свят се появявя осмият албум на групата, Ghost lights, който се приема много добре от публика и критика.
През 2019 г. е издаден осмият албум на Тобиас Замет Moonglow, който успява да заеме първо място по продажби в Германия.
На 21 октомври 2022 излиза деветият дългосвирещ албум на групата – A paranormal evening with the moonflower society, за който самият Тобиас споделя, че е логично продължение на Moonglow и тъй като е участвал в оформянето на всеки детайл по него, албумът е много личен и е негово ясно отражение.

## Дискография
| Година | Албум                                            | Германия |
| ------ | ------------------------------------------------ | -------- |
| 2001   | The Metal Opera                                  | 35       |
| 2002   | The Metal Opera Part II                          | 17       |
| 2008   | The Scarecrow                                    | 8        |
| 2010   | The Wicked Symphony и Angel of Babylon           | 2        |
| 2013   | The Mystery Of Time                              | 2        |
| 2016   | Ghostlights                                      | 2        |
| 2019   | Moonglow                                         | 1        |
| 2022   | A paranormal evening with the moonflower society |          |